# Francisco Fonseca
Francisco Fonseca (2 d'octubre de 1979) és un exfutbolista mexicà.

## Selecció de Mèxic
Va formar part de l'equip mexicà a la Copa del Món de 2006.